# Васил Стоянов (фелдшер)
Васил Петров Стоянов е български фелдшер, един от първите медици в следосвобожденски Кюстендил.

## Биография
Васил Стоянов е роден в 1869 година в Царево село, тогава в Османската империя. В 1879 година, след създаването на Княжество България, се изселва в Кюстендил. Завършва с отличие Гражданското фелдшерско училище в София. Връща се в Кюстендил и работи в Градската амбулатория, където въвежда правенето на инжекции и малки операции.
Баща е на изкуствоведа Асен Василиев (1900 – 1981).
Умира в 1906 година.